# Adriana Moisés Pinto
Adriana Moisés Pinto, detta Adrianinha (Franca, 6 dicembre 1978), è un'ex cestista brasiliana.

## Carriera
Con la sua nazionale ha partecipato a tre Giochi olimpici conquistando una medaglia di bronzo a Sydney 2000, un quarto posto ad Atene 2004 e un undicesimo posto a Pechino 2008.
Playmaker di 170 cm, Adriana inizia la carriera nella squadra della sua città natale. Nel febbraio 2001 viene ingaggiata dal Club Atletico Faenza Pallacanestro e pilota le faentine alla salvezza nei play-out. In breve diventa l'idolo dei tifosi e la leader della formazione manfreda, della quale diventa capitana nella stagione 2004-05 e la guida alla prima storica finale Scudetto. Dopo alcune partite, interrompe la stagione 2005-06 per maternità: nella primavera 2006 diventa mamma di Aaliyah.
Ritorna poi al basket giocato coi Mondiali in Brasile nell'estate 2006, che la sua nazionale chiude al quarto posto. Nell'inverno 2007 approda in Russia a Kazan'. Nell'annata successiva è impegnata a Montpellier nella prima parte della stagione, poi passa alle croate del Gospic, con le quali disputato la finale scudetto e viene premiata come miglior assist-player della Lega Adriatica. Nell'estate del 2008 torna in Italia, a Faenza, dove, da capitana, conduce il Club Atletico Faenza alla conquista della Coppa Italia. I tifosi della società romagnola la chiamano con il soprannome di "Imperatrice".

## Palmarès
- Coppa Italia: 1
C.A. Faenza: 2009.